# キキトリック
『キキトリック』は、任天堂より2012年1月19日に発売されたWii用ききとりゲームソフト。
劣化雑音や様々な状況下での言葉を聞き取って回答するゲームとなっている。
2017年6月28日にWii Uのニンテンドーeショップでダウンロード販売が開始された。

## モード

### ノイズ君となかまたち
聞き取りにくかったり別の言葉に聞こえる音声を聞き取るゲーム。うまく聞き取り4つの絵または言葉の正しい方を選べば正解となる。
キャラクターは全部で5人おり、それぞれが異なる音声の性質を持つ。また、各キャラクターごとには「レベル」が設定され、各レベルも5つの形式(おしゃべり→おしえて→くみたて→スピード→ふせ字の5つ。矢印の通りにクリアしていく必要がある)に分かれている。
ノルマはレベルごとに異なり、レベル1で3問、レベル2で4問、レベル3で5問。1問でも間違えると強制終了となるが、間違えた直後に同じ形式でやり直すと、間違えた問題が再出題されて始まる。

### ミミプロ
『メイド イン ワリオ』開発チームによる変な音ゲーム。
売店
売店のスタッフとなり、客の言った商品を正しく聞き取り、商品を渡す。場所や周りの状況によって声が聞き取りづらくなる。客をポイントしてAを押せば聞き直せるが、何度も聞き返すと怒りだす。正しい商品を渡せば売り上げが上がり、間違った商品を渡すと売り上げが下がるうえ、怒って帰ってしまう。
インタビュー
ニュース番組のインタビュアーとなり、様々な人物にインタビューを行い、聞き取った質問に対する答えを正しく選ぶ。インタビューを受ける人物は独特な話し方をするため、聞き取りづらくなっている。なお、聞き返すことができるが、3回まで。

各質問の後、音声を字幕と共に聞くことができる。この時に通常時の音声と、何度か聞き直した後に聞くことができる、より通常の離し方に近づけた音声を聞くことができる。
電器店
電気店スタッフとなり、配線がバラバラになったテレビを直すため、複数あるテレビの映像を見て、聞こえる音声がどの映像の物かを当てる。
映像の中に1つだけ正解がある「おひとつ館」と、複数ある映像の中に音声が流れない不正解がある(残る正解をすべて当てる)「おまとめ館」の2つがある。どちらも3回間違えるまでの正解数を競う。

「おまとめ館」の場合、音声は全て同時に重なった状態で再生されるが、正解を当てた場合、その映像に結びついていた音声は聞こえなくなる。制限時間まで映像はループするため、聞き取れたものを選んで音声の数を減らすことで、再度聞き取りやすい状態で次のループに入ることができる。

10問ごとに「フロア」と呼ばれるグループに分かれており、10問終了ごとに次の「階」に進む。特定のフロアでは「逆再生(映像と音声が逆再生)」「2倍速(映像と音声が倍速再生、音声のピッチは上がっている)」「さかさま(映像が上下反転される、音声は通常通り)」のいずれかのオジャマが入る。

なお、『マリオシリーズ』のゲームソフトをイメージした電器店もある。

映像は約3～10秒の短いもので、中には架空のアニメや刑事ドラマ、ニュース番組とかなりの種類がある。加えてその種類の中に必ず4パターンの映像が存在している。(おまけから「シアタールーム」で内容を確認できる)
ようちえん
幼稚園の先生となり、園児たちの言い間違い(例えば、「とうもろこし」を「とう『ろも』こし」と間違える)を指摘する。アトランダムに単語を発する園児と表示されている絵の間違いを指摘する「いいまちがい」、昔話の音読の文章と読み上げの間違いを指摘する「おんどく」、しりとりの中で間違いを指摘する「しりとり」がある。

前述した「とう『ろも』こし」のようなパターンのほかにも、「おんどく」では、文章の内容と明らかに違う読み間違いや、接続詞(が・は・の等)の誤りも指摘することがある。
バー
バーの客となり、マスターの出すカクテルに使われている材料が何であるかを3回の予想までに当てる。カクテルはいくつか音が混じった状態で再生される。マスターの後ろの棚にボトルがあり、ポインタを合わせてAを押すことで材料の音を聞くことができる。聞き直しは何度でも可能。難易度が上がるにつれ、使われる材料の数や、選択肢も多くなる。事前にいくつ使われているかを知ることはできないが、2回間違えると、使われている材料がいくつかをヒントとして聞くことができる。
サーカス
サーカスの曲芸師(ナイフ投げ)となり、観客の指示した的を素早く当てる。言い終わる前に当てても構わない。1問ごとに当てるまでの時間を記録し、全問終了時の平均時間を競う「スピード・サーカス」、4枚ある的から正しいものを素早く当て、制限時間までの枚数を競う「ピエロデ・サーカス」、6枚ある的から正しいものを次々と当て、制限時間までの枚数を競う「テンパル・サーカス」の3つがある。
「ピエロデ・サーカス」では、次の指示に移るときにパネルが4枚すべて入れ替わる。また、一定枚数をクリアするごとに制限時間が一定量回復する(この時、1秒未満は切り上げてから加算され、開始時の秒数より多くなることは無い)。

「テンパル・サーカス」では、指示された的のみが入れ替わるが、矢継ぎ早に指示が飛び交うため、ほぼ同時に2つの指示が来ることもある。また、一定枚数をクリアしても、秒数は回復せず、端に「○○まい」と表示されるのみになっている。
病院
病院で働く医師となり、「壊れた音」を直す。壊れた音は、いくつかのブロックに分割されており、各ブロックを入れ替える、またはブロックを「ひっくり返す」(逆再生させる)ことで元の音声に戻す。各ステージごとに「○○科」と、ある程度のジャンルに絞った音声が出題される。
工場
工場で働く作業員となり、音を聞いて対応する製品を作る。工場の製品はAとBの2種類で各ステージごとに異なり、音もそれぞれで異なる。Aボタンを押してAの製品を、Bボタンを押してBの製品を作る。決められた数だけ作っていく「ききわけ」、ミスを積み重ねゲームオーバーになるまで作り続ける「いそいで」、流れてくる製品の音を覚えて、決められた数だけ作っていく「おぼえて」の3つがある。

「ききわけ」「おぼえて」は数が固定で、正誤にかかわらず一定数が流れると終了する。

「いそいで」は数は無限である。製品は必ず3つずつ流れ、そのうち1つでも間違えると「ミス」となる。(ミスをしても、正しく作れた分は得点としてカウントされる)ミスを重ねるとシャッターが画面上端から閉まっていき、完全に閉まりきるとその時点で終了となる。逆にミスをせず、3個セットを正しく作り続けるとシャッターは上がっていく。(音楽ゲームにおける体力ゲージのような扱い)

### ききとりバトル!
2〜4人の対戦バージョン
ソラミミかるた
ミミプロ（対戦バージョン）「売店」「電器店」「サーカス」「工場」の４つ

### 音グッズ
リズム天国シリーズの「リズムおもちゃ」に似たおまけ。